# Цуканов Микола Миколайович
Микола Миколайович Цуканов (нар. 21 липня 1957, Кіровоград) — політик, громадський діяч, мистецтвознавець, галерист, благодійник.

## Біографія
Микола Цуканов народився 21 липня 1957 року у місті Кіровоград (Кропивницький). 
Батько – Цуканов Микола Васильович, народився 1 травня 1926 року у селі Гугнявка Кромського району Орловської області. Мати – Цуканова (Осокіна) Олександра Трохимівна, народилася 27 червня 1932 року у м. Кіровобад Азербайджанської РСР. 
Цуканов Микола Миколайович закінчив Московський лісотехнічний інститут (1984), Кіровоградський юридичний інститут Харківського національного університету внутрішніх справ (2008). У 1974 році закінчив середню школу № 8 м. Ізмаїл. Трудову діяльність розпочав у 1974 році учнем слюсаря на Ізмаїльському судоремонтно-механічному заводі, потім – бригадир слюсарів КІПіА консервного заводу (м. Ізмаїл Одеської області). В 1977 році переїхав до міста Кіровоград. Працював на Кіровоградському меблевому комбінаті, Обласному комітеті комсомолу, директором Центру науково-технічної творчості молоді. 
У перші роки незалежності України – голова Кіровоградського міського комітету народного контролю, директор комерційного центру Кіровоградської обласної ради народних депутатів, директор виробничо-комерційної фірми «Тріада».

## Політична діяльність
- З 1990 по 1994 рік депутат Кіровоградської обласної ради. голова постійної депутатської комісії.
- З 1990 по 2010 - депутат Кіровоградської міської ради.
- З 2002 по 2006 роки працював секретарем Кіровоградської міської ради, м. Кіровоград.
- З 2007 по 2010 роки – заступник Кіровоградського міського голови з питань діяльності виконавчих органів ради.
- З 2011 – по т.ч – власник галереї «Єлисаветград» (м. Кропивницький), голова благодійного фонду «Щаслива дитина – квітуча Україна».[4][5]

## Мистецтво та благодійсність
Микола Цуканов – відомий громадський діяч, член Національної спілки художників України (2015), лауреат обласної премії в сфері образотворчого мистецтва та мистецтвознавства імені Олександра Осмьоркіна в номінації «Мистецтвознавство та історія мистецтв» (2016).
У 2011 році заснував першу в місті Кропивницький приватну галерею «Єлисаветград», яка активно співпрацює з художниками, митцями не тільки міста і області, а й всієї України. За період існування проведено більше 160 виставок художників і фотохудожників України, демонструвались різноманітні приватні колекції.
Створив цифровий фотоархів відомого на Кіровоградщині фотокореспондента Василя Ковпака (оцифровано за його власні кошти більше 30 тисяч негативів), на плівках якого закарбовано суспільне та культурне мистецьке життя наших співвітчизників кінця 50-х-початку 80-х років минулого століття, а також історичні події, що стали символами епохи.
Провідним напрямком діяльності М.Цуканова є естетичне, культурне виховання підростаючого покоління, створення сприятливої атмосфери для розвитку творчих здібностей дітей та юнацтва. Особливе місце займає започаткований у 2015 році Всеукраїнський конкурс дитячого малюнку «Щаслива дитина – квітуча Україна». Виставки робіт учасників конкурсу експонувалися у 24 країнах світу, у т.ч. в США, Німеччині,Франції, Бразилії, Китаї, Канаді, Великій Британії, Кувейті, Словенії та інших країнах. 

## Книги
Миколою Миколайовичем підготовлені та видані книжки «Провінційна галерея» (2016), «Марія Плохотінв. Про людей, час, про себе» (2016), «Колекціонер Ільїн. Двадцять років потому» (2017), «Фотолітопис Василя Ковпака» (2019), «Фотокореспондент Ігор Філіпенко: погляд з офсайду» (2022), краєзнавче дослідження «Єлисаветградська фотографія. Погляд у минуле» (2022), «Олександр Васильович Гіталов: матеріали до біографії» (2021), «Анатолій Кривохижа: «Ятраню» себе віддав» (2020), «Життя як вищий пілотаж» (2021), «Колекціонер Бабанський. Історія одного життя» (2020), «Пам’ятай минуле в ім’я майбутнього» (2020), «Місто, яке пам’ятаємо» (2023), «Медальєр В’ячеслав Попов» (2024), «Людмила Листопадова: Оперета мого серця» (2024).

## Нагороди та відзнаки
- Медаль «За працю і звитягу» (2004).
- Почесна грамота Верховної Ради України (2004).
- Почесна грамота Міністерства культури України (2017).
- Відзнаки виконавчого комітету Кіровоградської міської ради «За заслуги» І та II ступенів (2004, 2006)